# Rolf Hermichen
Rolf Hermichen (Wernigerode, 25 luglio 1918 – 23 maggio 2014) è stato un aviatore tedesco, asso della Luftwaffe.
Ricevette la Croce di Cavaliere della Croce di Ferro con foglie di quercia durante la seconda guerra mondiale.
Nacque a Wernigerode nel distretto di Harz. Hermichen è accreditato di 64 vittorie aeree ottenute in 629 missioni di combattimento, 11 delle quali durante il volo del Messerschmitt Bf 110. Ha abbattuto 53 aerei nemici in Difesa del Reich, inclusi 26 bombardieri strategici quadrimotori.